# Дубки (Переславский район)
Дубки — посёлок в Переславском районе Ярославской области России. Входит в состав Рязанцевского сельского поселения.
Расположен в 17 км к востоку от города Переславль-Залесский и в 4,5 км к западу от ж.-д. станции Рязанцево. Вблизи посёлка проходит автодорога Переславль-Залесский — Владимир.

## История
В 1968 г. указом президиума ВС РСФСР поселок при учхозе «Дружба» переименован в Дубки.

## Население
| 2007 | 2010 |
| ---- | ---- |
| 849  | ↘766 |